# Hakusensha
Hakusensha, Inc. (яп. 株式会社白泉社, Кабушікі-ґайся Хакусеншя) — японська видавницька компанія, що була заснована 1973 року як підрозділ компанії Shueisha, але тепер є незалежною корпорацією. Штаб-квартира знаходиться в районі Чийода, Токіо.
Разом з фірмами Shueisha і Shogakukan складають трійку найбільших видавництв Японії, відомих під загальною назвою Hitotsubashi Group.

## Публікації

### Журнали манґи
- Hana to Yume
- Bessatsu Hana to Yume
- The Hana to Yume
- LaLa
- LaLa DX
- Gekkan Shōnen Jets
- Melody
- Silky
- Yangu Animaru
- Yangu Animaru Zero
- Yangu Animaru Arashi
- Yangu Animaru Island
- HanaMaru Black
- Le Paradis

Джерела:

### Інше
- Shōsetsu HanaMaru
- Moe
- Kodomo Moe

Джерела:

### Імпринти
Hakusensha публікує свої книги та мангу під цими імпринтами.
- Hana to Yume Comics
- Young Animal Comics[5]
- Hakusensha Ladies Comics
- HanaMaru Comics
- Hakusensha Bunko
- HanaMaru Bunko
- HanaMaru Novels
- HanaMaru Black